# Oshiba Katsutomo
Katsutomo Oshiba (sinh ngày 10 tháng 5 năm 1973) là một cầu thủ bóng đá người Nhật Bản.

## Sự nghiệp câu lạc bộ
Katsutomo Oshiba đã từng chơi cho Ventforet Kofu, JEF United Ichihara và Vegalta Sendai.